# Tesla (amerykańskie przedsiębiorstwo)

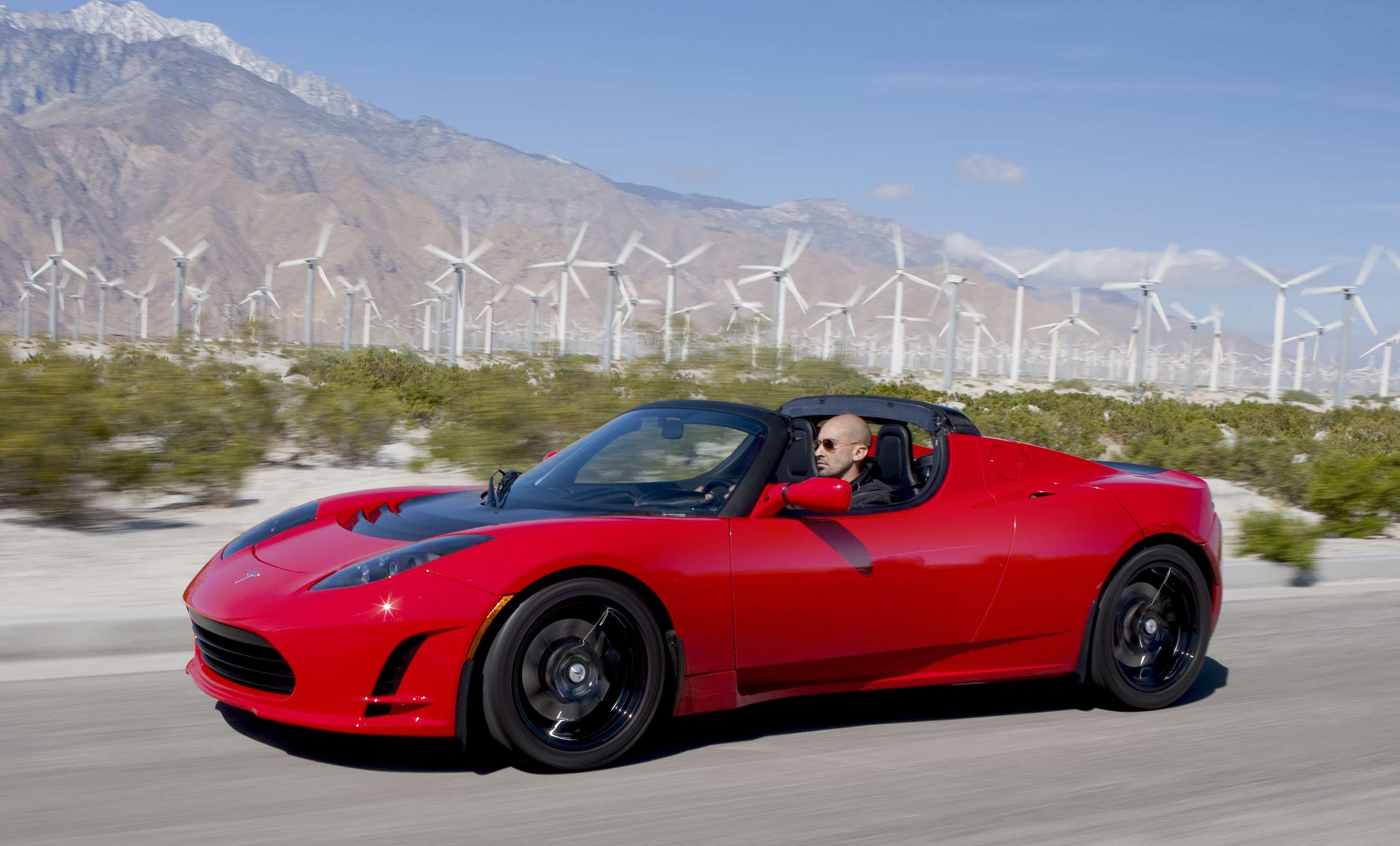
Tesla Roadster (2007)

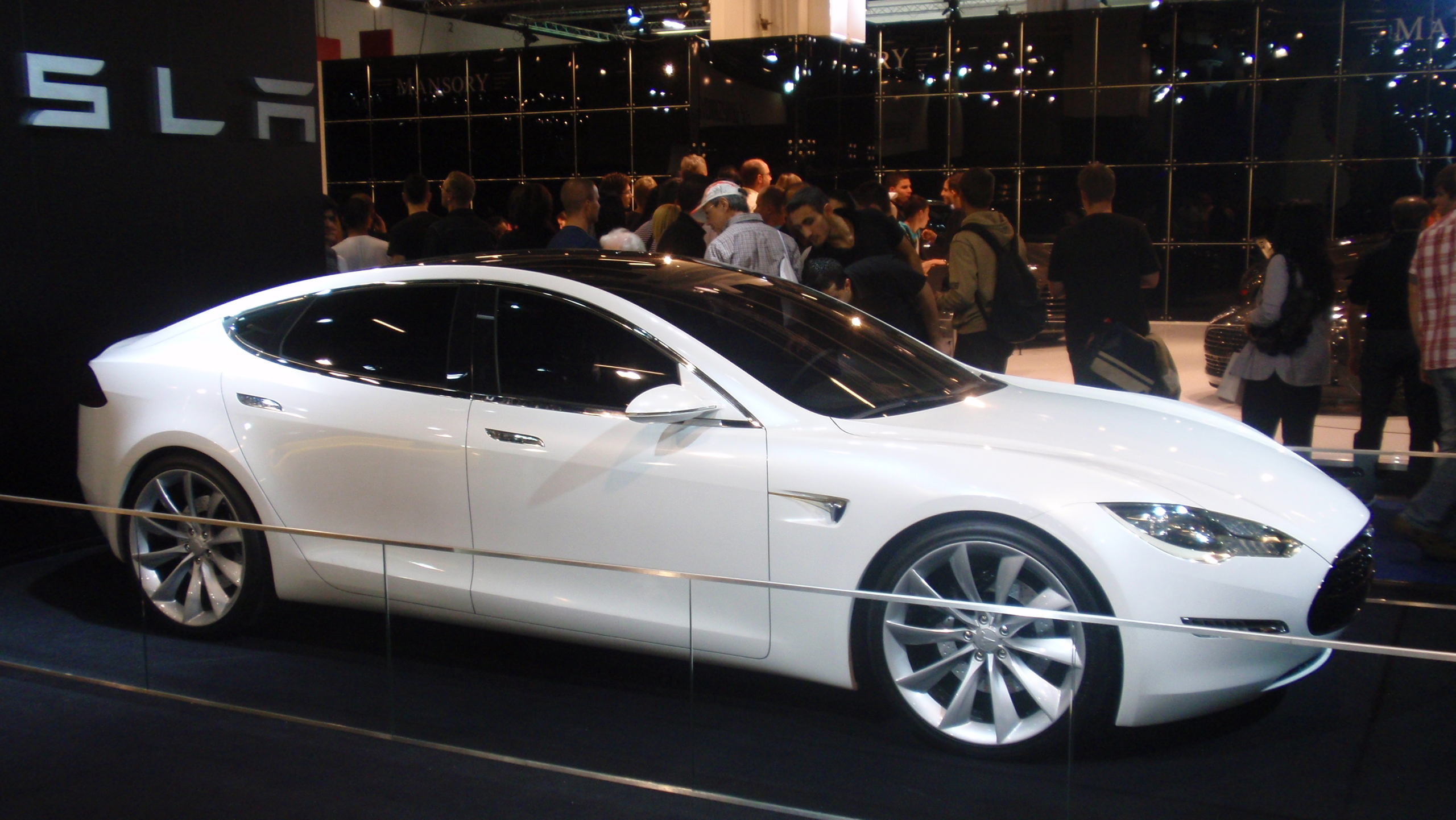
Tesla Model S Concept

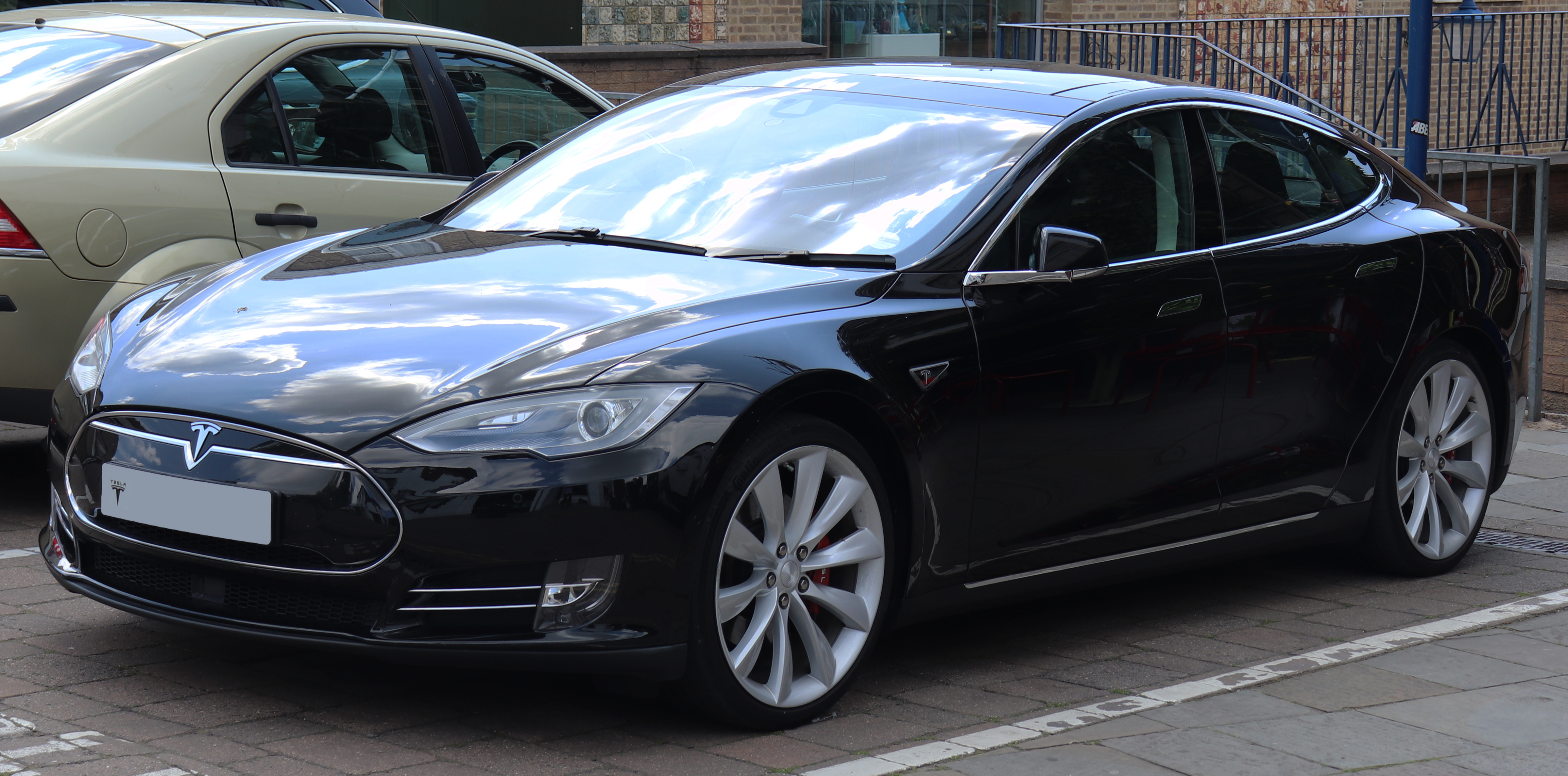
Tesla Model S (2012)

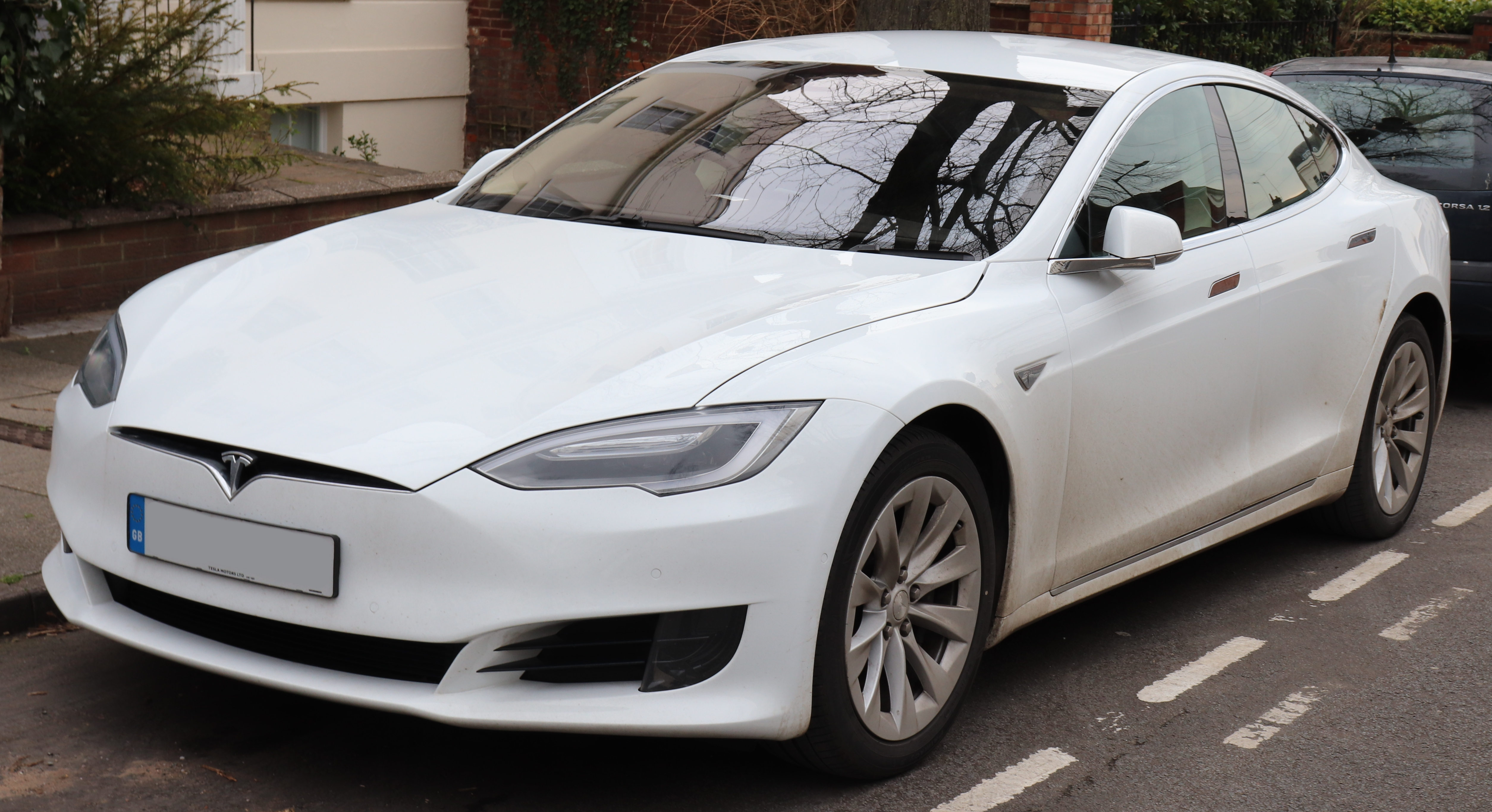
Tesla Model S (2016)

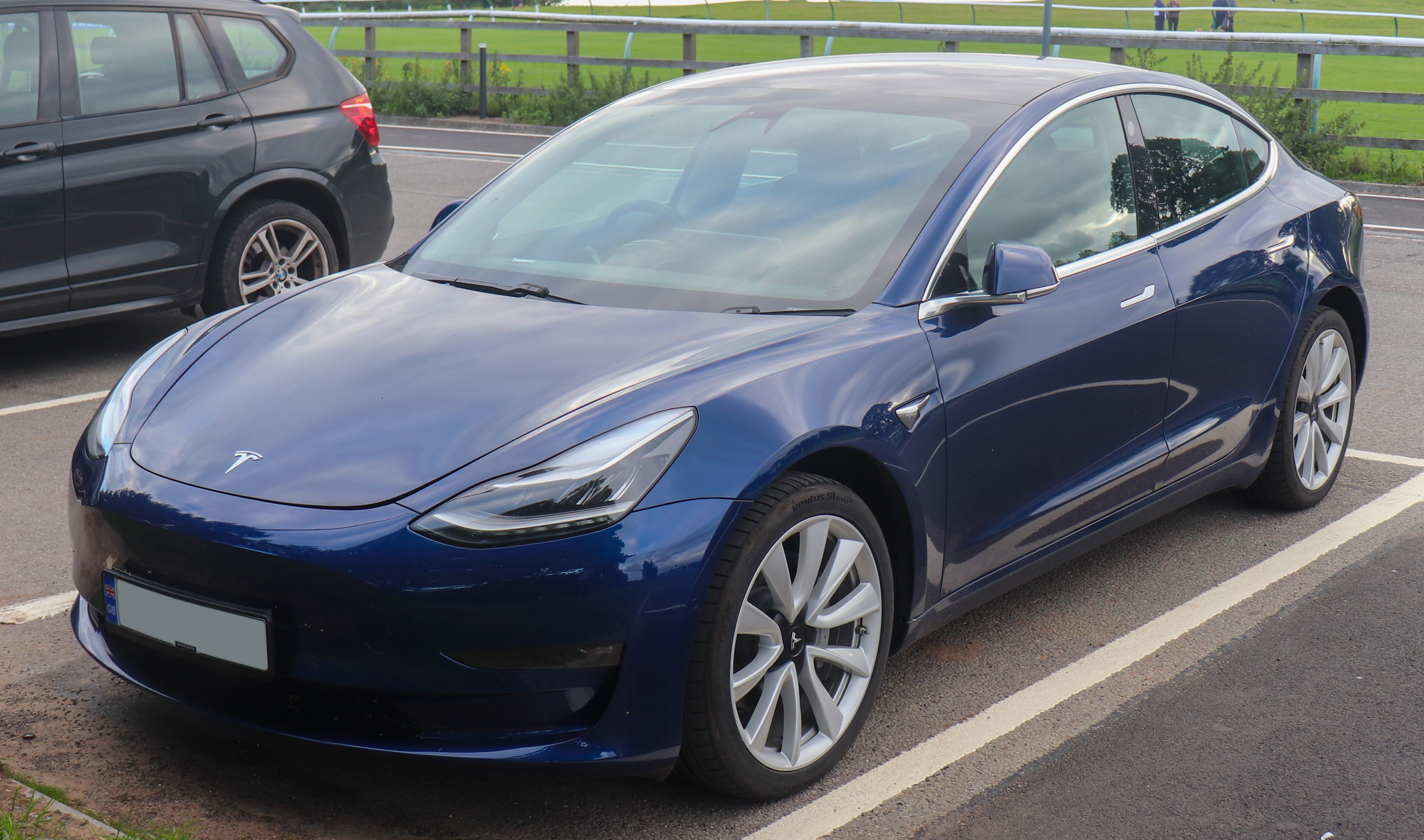
Tesla Model 3

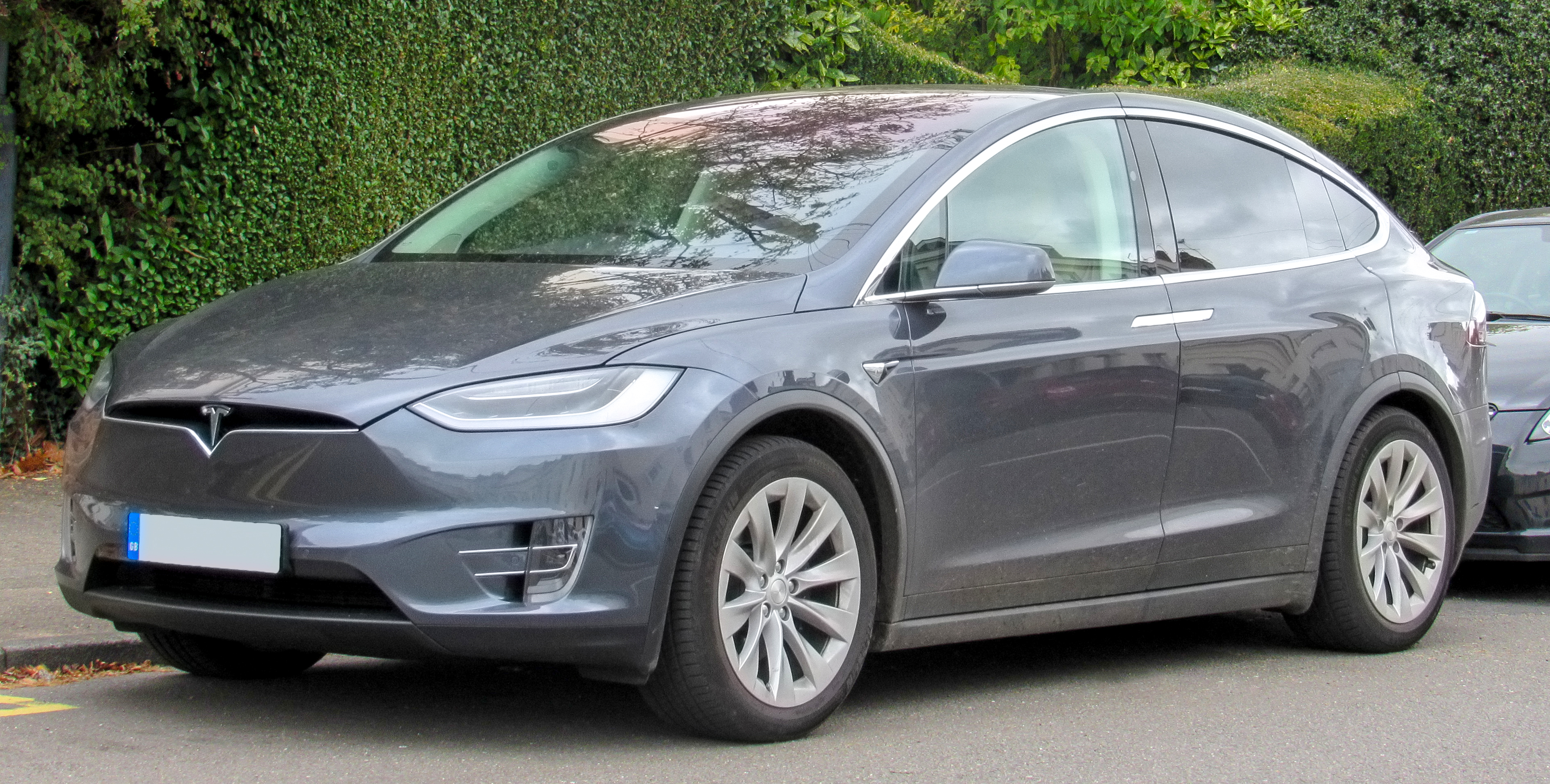
Tesla Model X

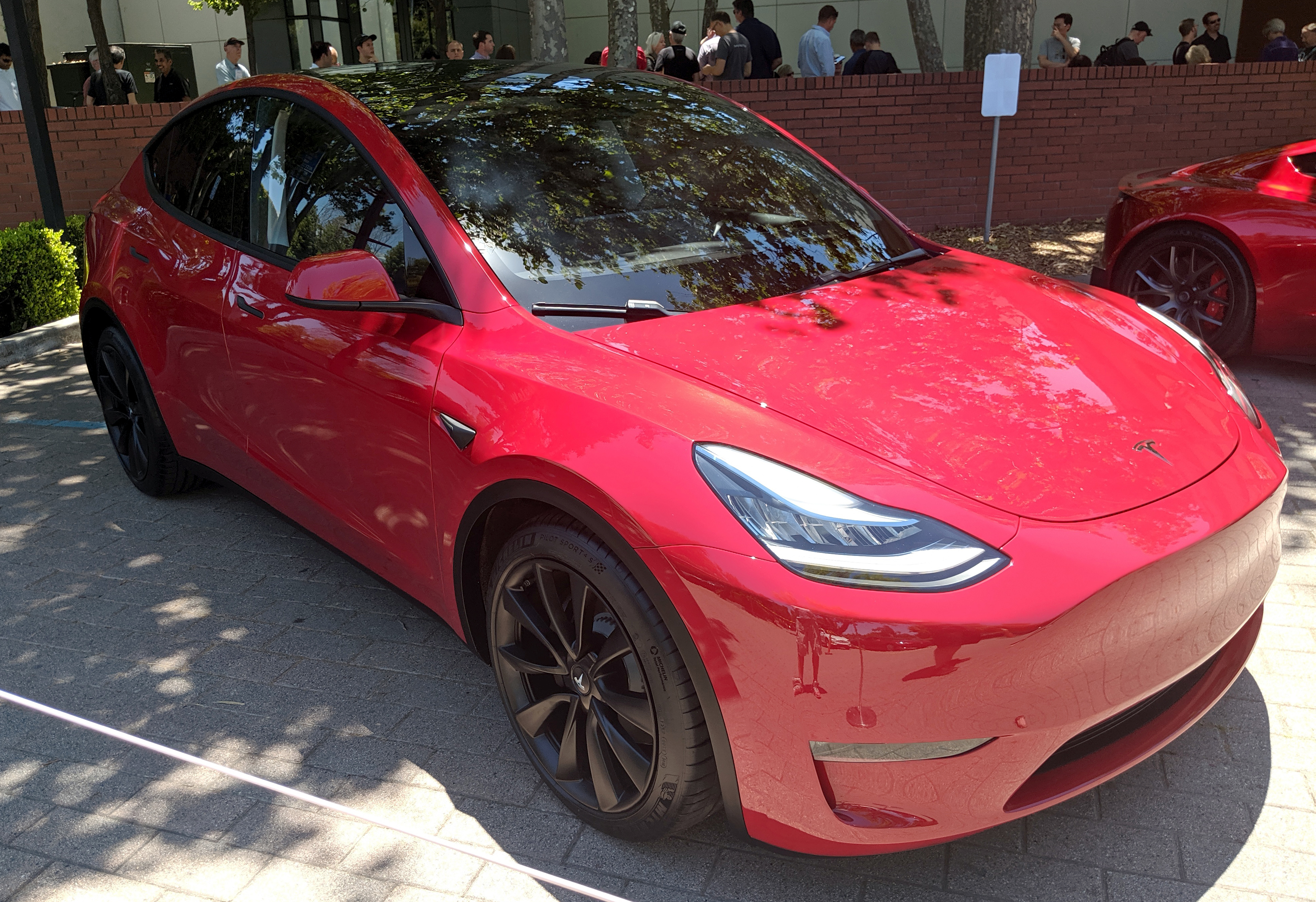
Tesla Model Y

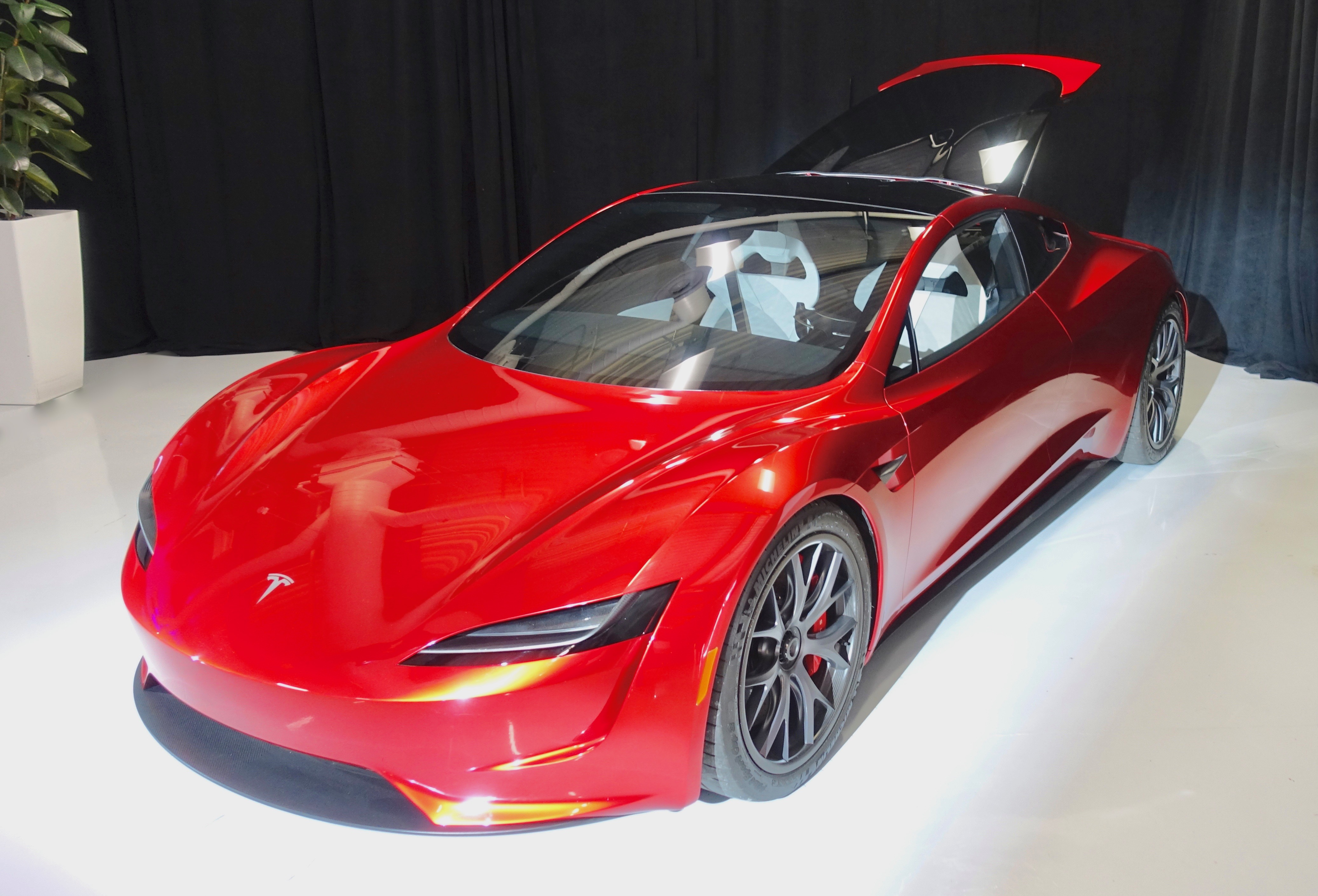
Tesla Roadster (2017)

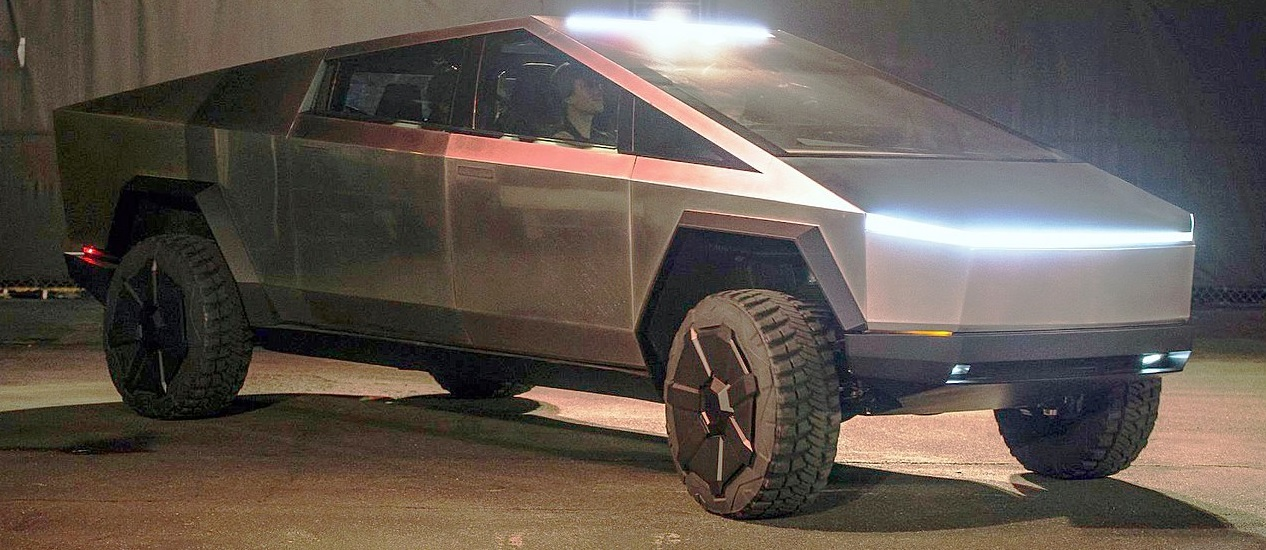
Tesla Cybertruck

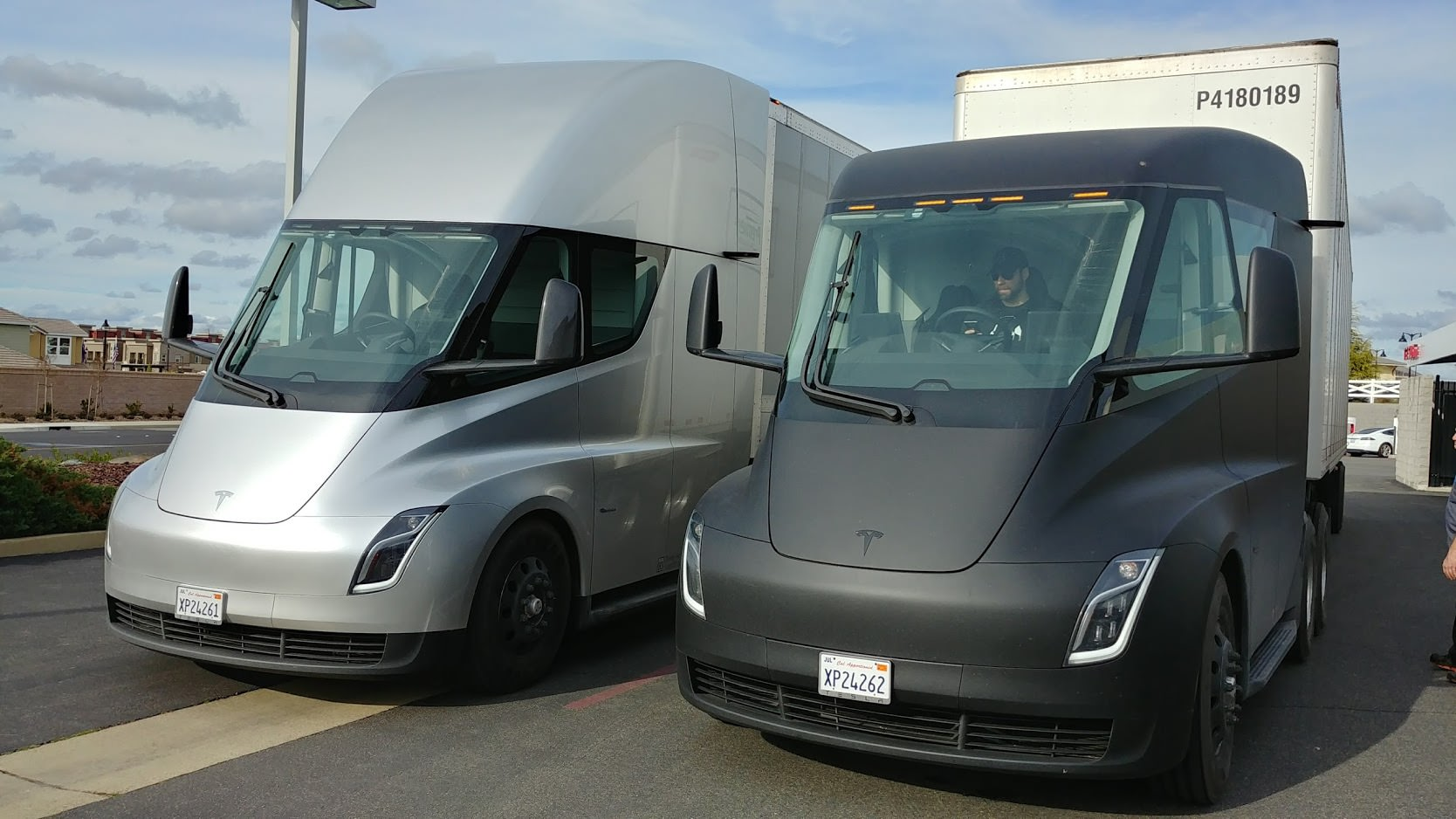
Tesla Semi

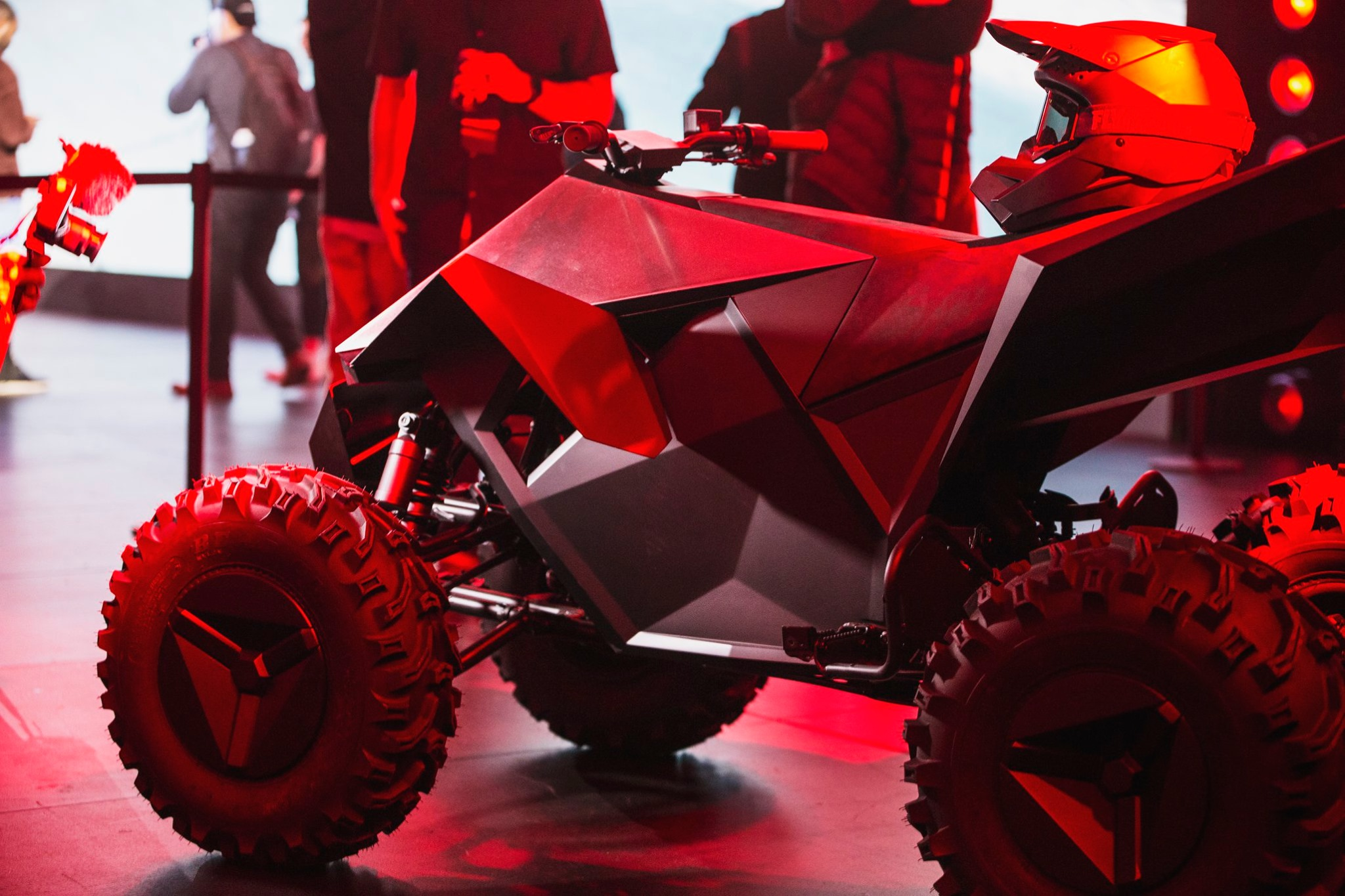
Tesla Cyberquad

Tesla, Inc. – amerykański producent samochodów elektrycznych, stacji ładowania, paneli fotowoltaicznych oraz akumulatorów z siedzibą w Austin, działający od 2003 roku.

## Historia

### Początki
Przedsiębiorstwo Tesla Motors zostało założone przez Martina Eberharda i Marca Tarpenninga w 2003 roku w celu rozwoju elektrycznego samochodu sportowego. Finansowanie firmy zostało pozyskane z różnych źródeł, w szczególności od Elona Muska, który w 2004 roku wniósł 6,5 milionów dolarów do nowego przedsięwzięcia i objął funkcję prezesa rady dyrektorów.
Od 2003 do 2008 roku trwały prace nad wprowadzeniem do produkcji pierwszego samochodu marki Tesla o nazwie Roadster. Auto powstało we współpracy z Lotus Cars. Sylwetka auta zbliżona jest do Lotusa Elise oraz Europa. Pojazd wprowadzono do produkcji w 2008 roku. Rok później zaprezentowano prototyp 7-osobowego liftbacka segmentu E o zasięgu na jednym ładowaniu 300 mil oraz sportowych osiągach.

### Pojazdy
Produkcja pierwszego seryjnego samochodu Tesli rozpoczęła się w czerwcu 2012 roku pod nazwą Model S. Pod koniec 2014 roku do produkcji wszedł wariant z dwoma silnikami elektrycznymi, pozwalający na osiągnięcie 100 km/h w 3,2 s. Każdy produkowany od tamtego momentu pojazd otrzymał system aktywnej prewencji kolizji oraz możliwość dokupienia systemu Tesla Autopilot.
29 września 2015 roku odbyła się prezentacja oraz wręczenie pierwszych kluczyków do nowego Modelu X, który jest siedmioosobowym crossoverem. 31 marca 2016 został zaprezentowany Model 3. W 2019 roku odbyły się z kolei dwie premiery nowych pojazdów – w marcu przedstawionego średniej wielkości crossovera Model Y, a w listopadzie dużego pickupa Cybertruck.

### Sprzedaż
Globalna sprzedaż Tesli przekroczyła 250 000 sztuk we wrześniu 2017 r., a 300 tysięczny pojazd został wyprodukowany w lutym 2018 r. Najlepiej sprzedającym się samochodem był początkowo Model S, którego sprzedaż na całym świecie wyniosła około 218 874 sztuk w okresie od czerwca 2012 r. do grudnia 2017 r., a model X – około 72 059 sztuk sprzedanych w okresie od września 2015 r. do grudnia 2017 r. Dostawy modelu 3 wyniosły w 2017 r. 1764 sztuki.
W sierpniu 2015 r. Tesla rozpoczęła reorganizację swoich sklepów, wprowadzając interaktywne wyświetlacze dotyczące bezpieczeństwa, autopilota, sieci ładującej i silników. W 2017 r. Tesla dysponowała budżetem marketingowym w wysokości 52 mln USD i skorzystała z programu rekomendacji oraz kampanii informacyjnej, aby przyciągnąć kupujących.
W 2016 BYD Auto było najlepiej sprzedającym się producentem aut elektrycznych na świecie, sprzedając 101 183 sztuk, a Tesla – 76 243. Przychody Tesli osiągnęły jednak 6,35 mld USD, podczas gdy indeks BYD osiągnął 3,88 mld USD. Również w 2016 roku firma sprzedała samochody o wartości 1 miliarda USD w Chinach, największym na świecie rynku pojazdów elektrycznych, a w październiku następnego roku osiągnęła porozumienie z chińskim rządem w sprawie budowy fabryki w Szanghaju.
Od października 2016 r. Tesla prowadziła około 260 galerii lub punktów sprzedaży detalicznej w Stanach Zjednoczonych. W czerwcu 2016 r. Tesla otworzyła swój pierwszy „sklep w sklepie”: małą placówkę w domu towarowym Nordstrom w centrum handlowym The Grove w Los Angeles. W 2017 roku Tesla otworzyła lokalizacje handlowe w Dubaju i Korei Południowej.
16 marca 2020 produkcja Tesli przekroczyła poziom miliona samochodów. Milionowym pojazdem była Tesla Model Y w kolorze czerwonym. Od czasu osiągnięcia poziomu produkcji 300 tysięcy sztuk w 2018 roku do miliona w 2020 minęły dwa lata.
W 2021 roku według Kantar BrandZ Tesla stała się najcenniejszą marką motoryzacyjną świata, z wyceną na poziomie 42 miliardów dolarów (ok. 161,3 miliarda złotych). Sam wzrost wartości wyniósł ponad 275 procent. Dodatkowo po raz pierwszy w historii spółka zanotowała całoroczny zysk.
Pierwszy kwartał 2022 roku był rekordowym dla Tesli. Sprzedano 305 407 samochodów oraz dostarczono do klientów 310 048 aut. To wzrost o 69% względem takiego samego okresu w 2021 roku. Najczęściej wybieranymi modelami Tesli był Model 3/Y z produkcją na poziomie 291 189 sztuk.

### Oprogramowanie
Oprogramowanie Tesli umożliwia nie tylko jazdę autonomiczną. Od aktualizacji 9.0 ma pozwalać także na granie w gry z Atari. Nie tylko na wyświetlaczu, np. kontrolerem w Pole Position ma być kierownica samochodu (podczas postoju).

### Wartość giełdowa
Akcje Tesli zadebiutowały na nowojorskiej giełdzie NASDAQ 29 czerwca 2010 roku, ceną 17 dolarów za akcję. Tesla na giełdzie w 2017 była wyceniana wyżej niż General Motors i Ford. Odpowiednio dla Tesli było 50,84 mld dolarów, około 50 mln dolarów więcej niż GM, Ford był wyceniany na 45 mld. W styczniu 2018 na Wall Street, za akcję Tesli płacono ok. 346 dolarów. Akcje General Motors wyceniane są na 44,16 dolara, a Forda na 12,05 dolara. Szczególnie szybki wzrost cen akcji w przypadku Tesli zanotowano w 2020 roku, gdy od stycznia 2020 (95 $) do stycznia 2021 (895 $) wzrosły o ~800 dolarów. W styczniu 2021 roku giełdowa wartość Tesli wzrosła do 700 miliardów dolarów amerykańskich, akcje natomiast osiągnęły rekordową wartość właśnie 895 dolarów amerykańskich.

### Strategia
Strategia motoryzacyjna Tesli polega na emulowaniu typowych cykli życia produktów technologicznych i początkowo skierowana jest do zamożnych nabywców. Następnie wprowadziłby się na większe rynki w niższych cenach (wraz ze wzrostem sprzedaży i ogólnej popularności samochodów elektrycznych na świecie). Technologia akumulatora i napędu elektrycznego dla każdego modelu będzie opracowywana i opłacana poprzez sprzedaż wcześniejszych modeli. Roadster był niskobudżetowy i wyceniony na 109 000 USD. Model S i Model X były ukierunkowane na bardziej luksusowy rynek. Model 3 jest skierowany do segmentu wyższego rzędu, jednak sporo tańszy od modelu S. Ta strategia biznesowa jest powszechna w branży technologicznej. Według postu na blogu Elona Muska, „Nowa technologia w dowolnej dziedzinie wymaga kilku wersji do optymalizacji przed dotarciem na rynek masowy, w tym przypadku konkuruje ze 150 latami i bilionami dolarów wydanymi na samochody benzynowe”.
Strategia produkcji Tesli obejmuje wysoki stopień integracji pionowej (80% na 2016 r.), która obejmuje produkcję komponentów i własną infrastrukturę do ładowania. Firma prowadzi ogromne fabryki, aby uzyskać korzyści skali. Tesla buduje elektryczne podzespoły układu napędowego do pojazdów innych producentów, w tym inteligentny napęd elektryczny ED2 ForTwo (najtańszy samochód Daimler AG), Toyota RAV4 EV i niestandardowy elektryczny samochód dostawczy Freightliner. Integracja pionowa jest rzadkością w branży motoryzacyjnej, gdzie firmy zazwyczaj zlecają dostawcom wytworzenie 80% komponentów i koncentrują się na produkcji silników i montażu końcowym.
Strategia sprzedaży Tesli polega na sprzedaży swoich pojazdów w salonach firmowych i w Internecie, zamiast na tradycyjnej strategii dealerskiej. Strategia technologiczna Tesli koncentruje się na czysto-elektrycznej technologii napędowej i przenoszeniu innych podejść z branży technologicznej na transport, takich jak aktualizacje oprogramowania online. Tesla umożliwia używanie patentów technologicznych każdemu, kto będzie to robił w dobrej wierze. Umowy licencyjne zawierają postanowienia, na mocy których odbiorca zgadza się nie składać pozwów przeciwko Tesli lub bezpośrednio kopiować ich wzorów. Tesla zachowała kontrolę nad swoją inną własnością intelektualną, taką jak znaki handlowe i tajemnice handlowe, aby zapobiec bezpośredniemu kopiowaniu jej technologii.
Wiceprezes ds. zasobów ludzkich Arnnon Geshuri zobowiązał się do przeniesienia prac produkcyjnych „z powrotem do Kalifornii”. W 2015 r. Geshuri przeprowadził gwałtowny wzrost zatrudnienia, o którym mówił; „W ciągu ostatnich 14 miesięcy mieliśmy 1,5 miliona aplikacji z całego świata, ludzie chcą tu pracować”. Geshuri kładzie nacisk na zatrudnianie weteranów, mówiąc: „Weterani są świetnym źródłem talentu dla Tesli i my tego chcemy”.
Do 31 stycznia 2016 przedsiębiorstwo funkcjonowało pod firmą Tesla Motors.

### Full Self-Driving Beta
Full Self-Driving Beta to płatna aktualizacja oprogramowania Tesli poprawiająca osiągi związane z jazdą autonomiczną (tzw. „autopilot”). Zwykły autopilot w Tesli ma rozwiązania w stylu aktywnych tempomatów co ułatwia jazdę po autostradzie (co najmniej poziom 1. pojazdu autonomicznego). Nowe oprogramowanie natomiast dodaje funkcję automatycznej zmiany pasa ruchu, rozpoznawania znaku STOP, wykrywania sygnalizacji świetlnej, oraz automatycznego parkowania równoległego lub prostopadłego. To czyni z samochodów Tesli samochód autonomiczny poziomu 3., być może nawet poziomu 4., zwłaszcza w amerykańskich miastach z prostym układem ulic.
W praktyce został on przetestowany w 2021 przez osoby związane z „Whole Mars Catalog”, gdzie niemal samodzielnie pojazd Tesli pokonał 600 km z San Francisco do Los Angeles. Z materiałów przedstawionych przez osoby związane z „Whole Mars Catalog” może nie wynikać, że interwencja człowieka była potrzebna i niezbędna.

## Modele samochodów

### Obecnie produkowane

#### Samochody osobowe
- Model 3
- Model S

#### Crossovery
- Model Y
- Model X

#### Pickupy
- Cybertruck

#### Samochody ciężarowe
- Semi

### Historyczne
- Roadster (2008–2012)
- Roadster (2017)

### Studyjne
- Tesla Model S Concept (2009)
- Tesla Model X Concept (2013)
- Tesla Model 3 Concept (2017)
- Tesla Cyberquad (2019)
- Tesla Cybertruck (2019)
- Tesla Cybercab (2024)

## Robot Tesli
Podczas konferencji na temat sztucznej inteligencji Elon Musk zapowiedział powstanie robota Tesli o nazwie Tesla Bot. Ma być to robot humanoidalny, kształtem przypominający średniego wzrostu człowieka.
Kolory robota to połączenie bieli ciała i czerni głowy, zgodne z kolorystyką używaną podczas lotów SpaceX. Wysokość robota to 172,72 cm, masa to ok. 56,7 kilograma. Ma mieć możliwość przenoszenia rzeczy o masie ok. 20,41 kg oraz wykonywać martwy ciąg o wadze ok. 68,04 kg. Przy maksymalnym wyciągnięciu ręki ma mieć możliwość uniesienia na końcu ok. 4,54 kg. Maksymalna prędkość to ok. 8 kilometrów na godzinę.
Robot ma mieć na głowie ekran do wyświetlania informacji oraz kamery analogicznie do samochodów Tesli, które umożliwiają pozyskanie danych niezbędnych do samodzielnego poruszania się. W nogach umieszczono sensory z tzw. sprzężeniem zwrotnym, ręce reagują jak ludzkie. Do stworzenia robota wykorzystano 40 elektromechanicznych siłowników: w rękach 12, w szyi 2, w korpusie 2, w ramionach 12, w nogach 12. Dodatkowo zamontowano 2 osie do balansowania w nogach.
Całość wykonana jest z lekkich materiałów. Dane ma przetwarzać komputer FSD umieszczony w korpusie. Ten sam komputer może być wykorzystywany w samochodach Tesli z autopilotem. Poruszanie się i wykonywanie poleceń ma być oparte na sieci neuronowej, planowaniu Dojo i innych metodach wykorzystywanych przy projektowaniu i używaniu pilota Tesli.